# Габес (вілаєт)
Габес (араб. ولاية قابس) — вілаєт Тунісу. Адміністративний центр — м. Габес. Площа — 7 175 км². Населення — 351 500 осіб (2007).

## Географічне положення
На півночі межує з вілаєтами Сфакс, Сіді-Бузід та Гафса, на заході — з вілаєтом Кебілі, на півдні — з вілаєтом Меденін. На сході омивається водами Середземного моря (затока Габес).

## Населені пункти
- Габес
- Шеніні-Нахаль
- Ель-Хама
- Гануш
- Марес
- Матмата
- Метавія
- Нувель Матмата
- Узреф
- Зарат
- Мензель-Хабіб
- Катана
- Табелбу

| Туніс | Це незавершена стаття з географії Тунісу. Ви можете допомогти проєкту, виправивши або дописавши її. |